# Delta Cephei
Delta Cephei (Alrediph, Al Radif, 27 Cephei) é uma estrela tripla na direção da constelação de Cepheus. Possui uma ascensão reta de 22h 29m 10.25s e uma declinação de +58° 24′ 54.7″. Sua magnitude aparente é igual a 4.07. Considerando sua distância de 982 anos-luz em relação à Terra, sua magnitude absoluta é igual a −3.32. Pertence à classe espectral G2Ibvar. É uma estrela variável, protótipo das variáveis cefeidas.